# China Poblana

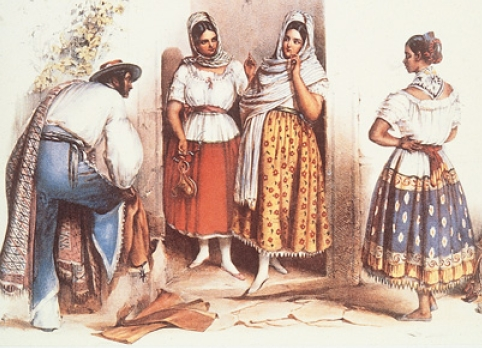
Poblanas, en una vinyeta del. A l'esquerra, un chinaco

La China Poblana (Xinesa poblera) és un terme que es refereix a dues qüestions de la cultura de Mèxic que han quedat relacionades aparentment des de finals del segle xix. En el seu sentit més ampli i comú en l'actualitat, és el nom del que es considera el vestit nacional de les dones de Mèxic, encara que en realitat era propi només d'algunes zones urbanes al centre i sud-est del país, en especial de la ciutat de Puebla de los Ángeles, abans que caigués en desús en la segona meitat del segle xix.
En un sentit més restringit, és el sobrenom d'una esclava asiàtica pertanyent a un llinatge noble de l'Índia el nom de la qual va ser Mirra, a qui es va atribuir des del Porfiriato—nom amb el qual es coneix el període de govern del president Porfirio Díaz—a la creació d'aquell vestit de xinesa. La hipòtesi, no obstant això, ha estat posada en dubte per molts autors. Després de ser convertida al catolicisme a Cochin —ciutat índia d'on va ser raptada per uns pirates portuguesos—, a Mirra li va ser imposat el nom de Catarina de San Juan, nom amb què es va conèixer a Puebla de los Ángeles—del qual es deriva el gentilici poblana ("poblera")—on va servir com esclava, va contreure matrimoni i va prendre els hàbits. A la seva mort, Catarina de San Juan va ser enterrada a la sagristia del Temple de la Companyia de Jesús a Puebla, en la qual popularment es coneix com a Tumba de la China Poblana.

## Llegenda de la China Poblana

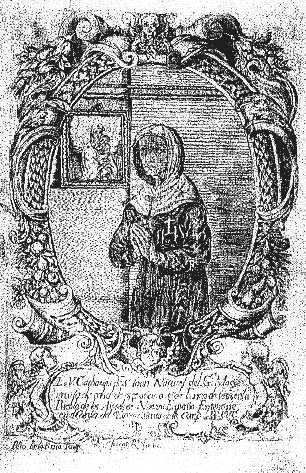
Catarina de San Juan, en un gravat del.

Se suposa que a comanda de Diego Carrillo de Mendoza y Pimentel, marquès de Gelves i virrei de Nova Espanya, un mercader va portar des de les Filipines una joveneta indostana que havia d'estar al servei personal del virrei. Aquesta nena, que es deia Mirra, va ser raptada per pirates portuguesos i duta a Cochin, al sud de l'Índia. En aquest lloc, va escapar dels seus raptors i es va refugiar en una missió jesuïta, on va ser batejada amb el nom de Catarina de San Juan. Mirra va ser raptada novament pels pirates que l'havien treta de la seva casa natal, i a Manila la van lliurar a qui després la va dur a Nova Espanya. Però havent desembarcat al port d'Acapulco, en lloc de lliurar-la al marquès de Gelves, el mercader la va vendre com esclava per Miguel de Sosa, original de Puebla de los Ángeles, per deu vegades el valor que el virrei havia promès per ella.
Catarina de San Juan, o Mirra, va seguir vestint a la manera de la seva Índia natal, emboçada, amb un sarí que li cobria el cos complet. Se suposa que aquesta manera de vestir va ser la que va donar origen al vestit de china. Uns pocs anys després de la seva arribada, Miguel de Sosa va morir, deixant en el seu testament l'ordre de manumissió a l'esclava. Va ser recollida en un convent, on es diu que va començar a tenir visions de la Mare de Déu i el Nen Jesús. Catarina de San Juan va morir el 5 de gener de 1688 a l'edat de vuitanta-dos anys. A Puebla de los Ángeles se li rendia veneració com a santa, fins que el 1691 la Santa Inquisició hagué de prohibir les devocions populars. En l'actualitat, el Temple de la Companyia, a Puebla, és conegut com La Tumba de la China Poblana, ja que en la seva sagristia reposen les restes mortals de Catarina de San Juan.